# درس نظامي
الدرس النظامي هو اسم المنهج الدراسي المتبع في المدارس الإسلامية بشبه القارة الهندية.
سمي المنهج نسبة إلى نظام الدين السِّهالوي (ت. 1161 هـ) وبدأ تطبيقه أولا في مدرسة «فرنكي محل» في لكهنؤ، وتلقاه الناس بالقبول. ويقال أن المنهج مطبق بصورة معدلة في المدارس الهندية إلى يومنا هذا، خاصة عند الأحناف. لكن يرى آخرون أن المنهج تغير تغيرا جذريا عن أصوله ولم يبقى منه إلا إسمه.
قال عبد الحي الحسني أن السهالوي «أودع في نظامه هذا إمعان النظر وقوة المطالعة، ولذلك يحصل للطالب بعد مدارستهم لذلك قوة المطالعة ودقة النظر والاستعداد لتحصيل الكمالات العلمية وان كانوا لا يكملون بالفعل.»

## المنهج
الكتب المعتمدة في الدرس النظامي هي:
| علم الصرف       | «ميزان الصرف» - لا يعرف مؤلفه جزما «ميزان منشعب» للملا حمزة البدايوني «صرف مير» منسوب إلى مير سيد شريف الجرجاني ت. 816 هـ «بنج كنج» لسراج الدين اودهي «الزبدة» «فصول أكبري» لعلي أكبر الإله آبادي الهندي ت 1009 هـ «الشافية» لجمال الدين بن الحاجب ت. 646 هـ                                                                                                 |
| علم النحو       | «نحو مير» للشريف الجرجاني «مائة عمل» لعبد القاهر الجرجاني ت. 471 هـ «هداية النحو» لسراج الدين عثمان جشتي النظامي ت. 758 هـ، وينسب آخرون الكتاب إلى أبي حيان المفسر ت. 754 هـ «الكافية» لجمال الدين بن الحاجب «الفوائد الضيائية» شرح الكافية للملا عبد الرحمن الجامي ت. 898 هـ                                                                                |
| المنطق          | «الصغرى» و«الكبرى» كلاهما لمير سيد شريف الجرجاني «إيساغوجي» لمفصل أثير الدين الأبهري ت. 660 هـ تهذيب المنطق المعروف بـ «التهذيب» لسعد الدين التفتازاني ت. 792 هـ «الرسالة الشمسية» لأبي الحسن نجم الدين علي بن عمر الكاتبي القزويني ت. 675 هـ شرح «الشمسية» لمير قطب الدين التحتاني الرازي ت. 766 هـ «سلم العلوم» لمحب الله بن عبد الشكور البهاري ت. 1119 هـ |
| الفلسفة         | شرح هداية الحكمة المعروف بـ «الميبذي» - وهداية الحكمة لأثير الدين الأبهري والشرح لمير كمال الدين بن معين الدين الأصفهاني الميبذي ت. 910 هـ وقيل 904 هـ حاشية صدرا لمحمد صدر الدين الشيرازي ت. 1061 هـ «الحكمة البالغة» وشرحه «شمس البازغة» كلاهما للملا محمود بن محمد الجونفوري ت. 1062 هـ                                                                   |
| الحساب          | «خلاصة الحساب» لبهاء الدين محمد بن حسين العاملي ت. 1030 هـ «تحرير إقليدس» المقالة الأولى لنصير الدين الطوسي ت. 672 هـ «تشريح الأفلاك» لبهاء الدين العاملي «قوشجية» «شرح ملخض جغميني» المقالة الأولى - الملخص لأبي علي شرف الدين محمود بن محمد الجغميني الخوارزمي والشرح لموسى باشا الرومي قاضي زاده                                                          |
| البلاغة         | «مختصر المعاني» و«المطول» كلاهما لسعد الدين التفتازاني |
| الفقه           | «شرح الوقاية» لعبيد الله بن مسعود الملقب بـ صدر الشريعة ت. 747 هـ «الهداية» لأبي الحسن علي بن أبي بكر بن عبد الجليل بن الخليل ت. 596 هـ |
| أصول الفقه      | «نور الأنوار» لأحمد بن شيخ أبي سعيد بن عبد الله المعروف بـ ملا جيون ت. 1130 هـ «التوضيح» لصدر الشريعة و«التلويح» لسعد الدين التفتازاني |
| الكلام والعقائد | شرح العقائد النسفية - العقائد لأبي حفص نجم الدين عمر بن محمد النسفي ت. 537 هـ وشرحه لسعد الدين التفتازاني «شرح عقائد عضد الدين الإيجي» لجلال الدين الدواني ت. 908 هـ «شرح المواقف» لمير زاهد ت 1101 هـ «شرح المواقف» لسيد شريف الجرجاني |
| التفسير         | «تفسير الجلالين» للمحلي والسيوطي «تفسير البيضاوي» [سورة البقرة] للإمام البيضاوي ت. 685 هـ |
| الحديث          | مشكاة المصابيح - المصابيح للحسين بن الفراء البغوي ت. 516 هـ والمشكاة لولي الدين الخطيب العراقي ت. 741 هـ. |